# Interrupce na Ukrajině

Živě narození a potraty na Ukrajině

Interrupce na Ukrajině je legální na vyžádání během prvních dvanácti týdnů těhotenství. Mezi dvanáctým a dvacátým osmým týdnem je potrat k dispozici z různých důvodů, včetně zdravotních, sociálních a osobních, a z jakéhokoli důvodu se souhlasem lékařské komise. Perorální antikoncepce je volně prodejná bez lékařského předpisu a snadno dostupná je také postkoitální antikoncepce.
Před rokem 1991 se potraty na Ukrajině řídily potratovými zákony Sovětského svazu. Zákony se od té doby nezměnily. Míra potratů klesla ze 109 potratů na 1000 žen ve věku 15–44 let v roce 1986 na 80,9 v roce 1991, 67,2 v roce 1996 a 27,5 v roce 2004. V roce 2010 činila míra potratů 21,2 potratů na 1000 žen ve věku 15–44 let. V roce 2014 se míra potratů na Ukrajině snížila na 14,89 na 1000 žen ve věku 15–44 let. V roce 2018 se potratovost zvýšila na 247 potratů na 1 000 živě narozených dětí.
Ukrajinský prezident Volodymyr Zelenskyj se vyslovil pro rozšíření práv na potraty.

## Dopad ruské invaze v roce 2022
Zprávy odhalily, že přístup k potratům po ruské invazi na Ukrajinu v roce 2022 je stále horší. Meziagenturní pracovní skupina pro krize reprodukčního zdraví označila přístup k bezpečnému potratu a pointerrupční péči za prioritní služby humanitární pomoci, ale podle některých odborníků se interrupčním službám nedostalo takové pozornosti, jakou by si zasloužily.
Potíže nastaly také kvůli geografické poloze Ukrajiny. Mnoho Ukrajinců uprchlo do sousedního Polska, ale polské zákony o potratech se značně liší od těch ukrajinských. Interrupce je povolena pouze v případě, že je těhotenství důsledkem trestného činu nebo je-li ohrožen život a zdraví ženy. Kvůli restriktivním zákonům o potratech v Polsku a dalších sousedních zemích, jako je Maďarsko a Slovensko, bylo mnoho uprchlíků nuceno vrátit se na Ukrajinu, aby vyhledali sexuální a reprodukční zdravotní péči nebo museli přístup k péči odložit, a to pod rizikem vážného ohrožení jejich zdraví. Jiní v těchto zemích využili nelegálních prostředků k dosažení potratu nebo zdravotní péče, což je často možné pouze s pomocí nevládních organizací nebo jiných pomocných organizací.